# イッティレッドゥ
イッティレッドゥ（イタリア語: Ittireddu）は、イタリア共和国サルデーニャ自治州サッサリ県にある、人口約500人の基礎自治体（コムーネ）。

## 地理

### 位置・広がり

#### 隣接コムーネ
隣接するコムーネは以下の通り。
- ボノルヴァ
- モーレス
- ヌゲードゥ・サン・ニコロ
- オツィエーリ